# HSM-41
41e escadron d'hélicoptères d'attaque maritime
Le Helicopter Maritime Strike Squadron 41 (HELMARSTRIKERON 41 ou HSM-41), anciennement Helicopter Anti-Submarine Squadron (Light) 41  (HSL-4) et aussi connu sous le nom de "Seahawks" est un escadron d'hélicoptères de l'US Navy. Il est basé à la Naval Air Station North Island, à San Diego en Californie, exploitant le MH-60RSeahawk et il est un Fleet Replacement Squadron (FRS) pour la côte américaine.

## Historique

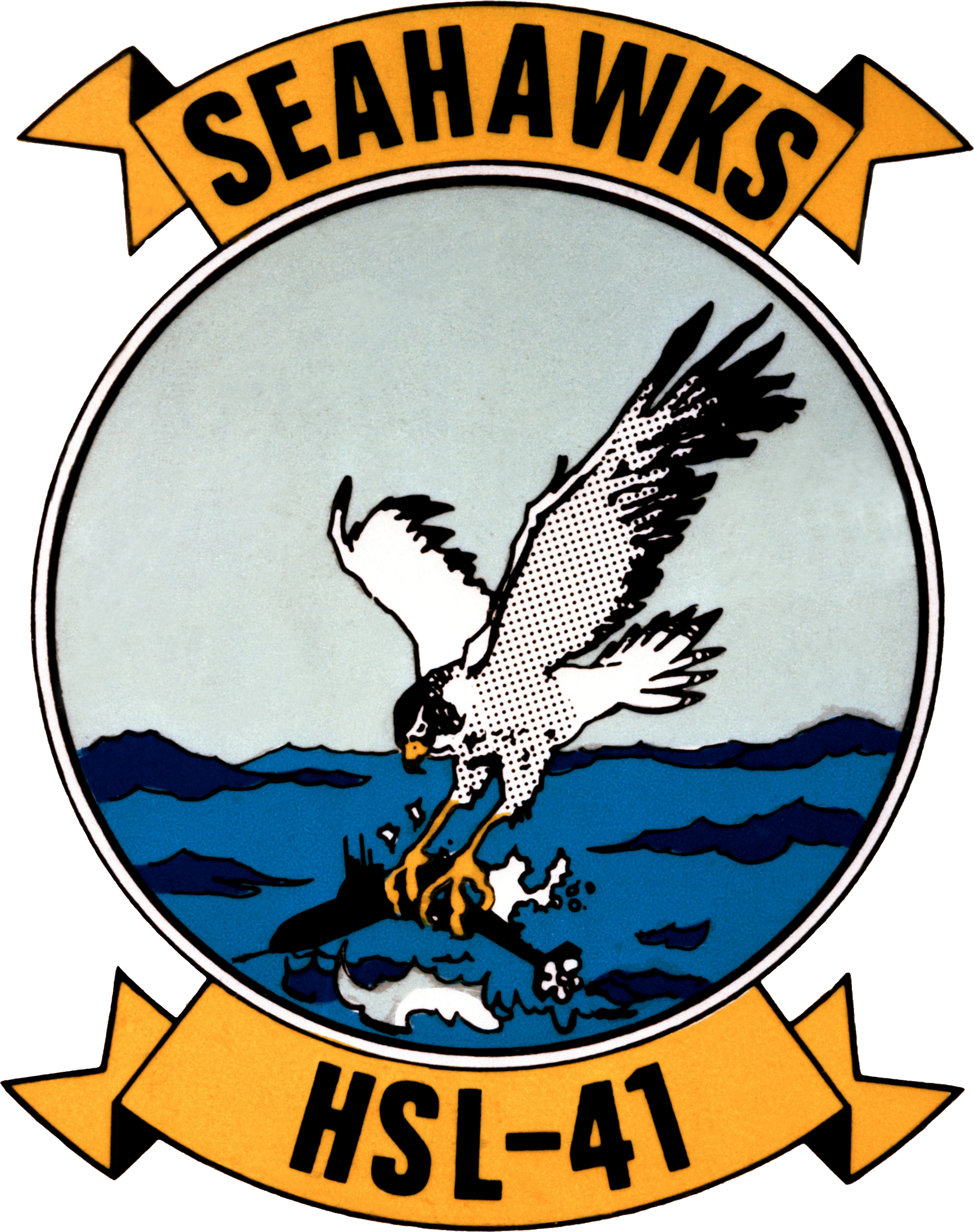
Insigne du HSL-41

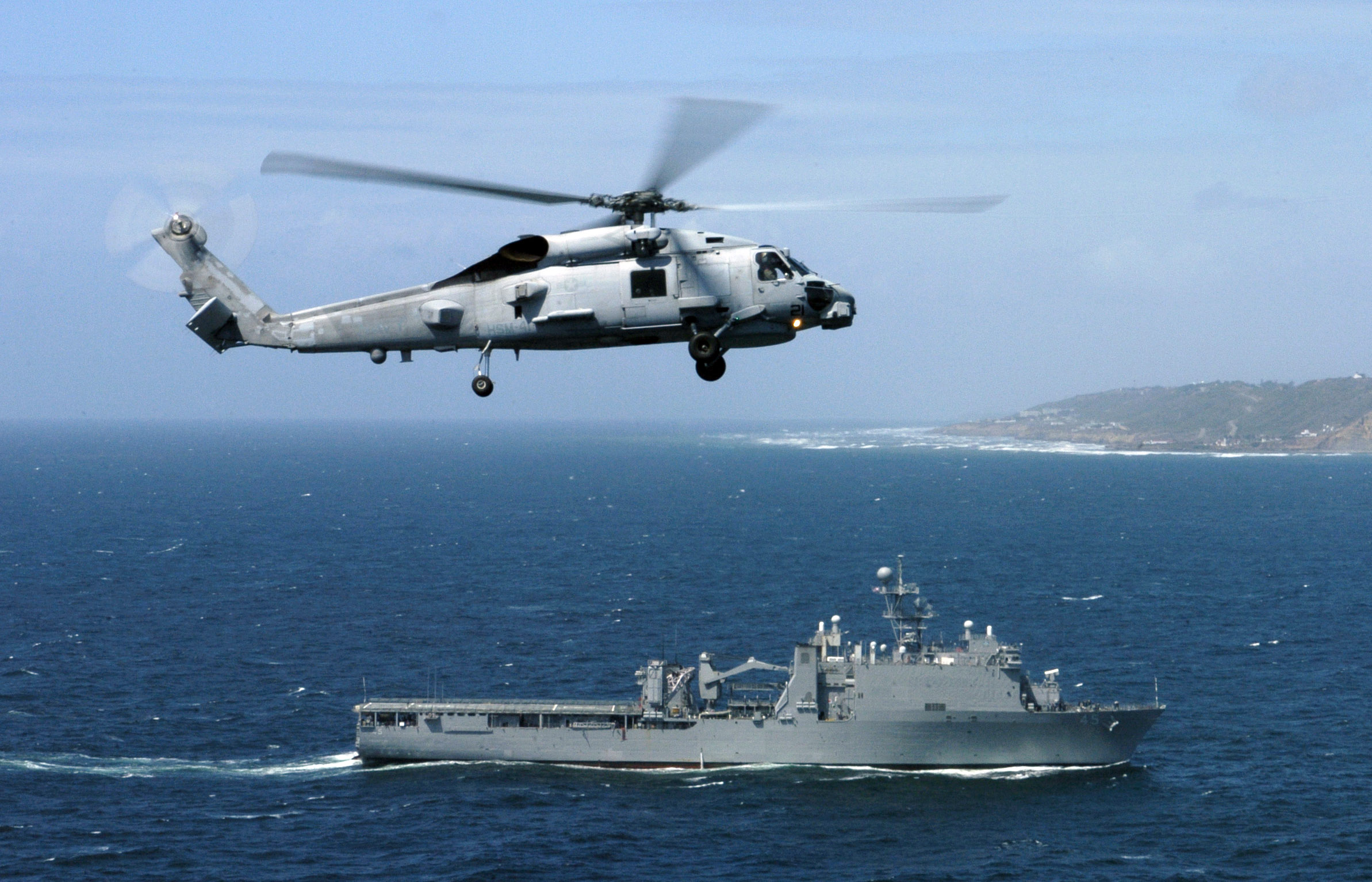
MH-60R Seahawk du HSM-41

Le HSM 41 est l'escadron du FRQS destiné à la formation de nouveaux pilotes et équipages de MH-60R Seahawk. Lors de sa mise en service le 21 janvier 1983, sous le nom de HSL-41, il s'agissait du premier escadron Light Airborne Multi-Purpose System (LAMPS) de la Marine et pilotait l'hélicoptère Sikorsky SH-60B. L'escadron a formé des pilotes et des équipages pour les escadrons HSL de la côte ouest à San Diego, à Hawaï et au Japon. L'escadron a reçu le Meritorious Unit Commendation en 1985, 1988, 1991 et 2002.
Le 8 décembre 2006, le HSL-41 a été renommé Helicopter Maritime Strike Squadron 41. En février 2008, le HSM 41 a dépassé 140.000 heures de vol sans incident majeur et a célébré son 25ème anniversaire. Depuis 1983, HSM 41 a formé plus de 3.000 pilotes et membres d'équipage de FRS. En 2020, l'escadron a atteint 230.000 heures de vol sans incident majeur.